# カモンレッツゴー
『カモンレッツゴー』は、1985年10月から1986年3月まで新潟放送（BSNラジオ）と北海道放送（HBCラジオ）で放送されていた綜合放送製作のバラエティ番組である。

## 概要
嘉門タツオ（旧名・嘉門達夫）がパーソナリティを務めていたラジオ番組で、リスナーからのはがきとフリートークによって進行。当初は「替え歌選手権」というコーナーを擁していたが、リスナーからのネタハガキが集まらず、すぐにこのコーナーは消滅した。

## 放送時間
- 新潟放送：毎週土曜日 19:20 - 20:00
- 北海道放送：毎週土曜日 21:00 - 21:30

## エピソード
- この番組で、既に廃盤となった嘉門のデビュー曲「寿限無 No.1!」が掛かった。
- この番組のディレクターは、河合奈保子の番組『幸せにハミング』でもディレクターを務めていた人物だった。また、河合は当時『MBSヤングタウン』で嘉門のパートナーを務めており、時々同番組で『カモンレッツゴー』と『幸せにハミング』共通の話題へと発展することがあった。